# Bundestagswahlkreis Rhein-Sieg-Kreis I
Der Wahlkreis Rhein-Sieg-Kreis I (Wahlkreis 96; bis zur Bundestagswahl 2021 Wahlkreis 97) ist ein Bundestagswahlkreis im südlichen Nordrhein-Westfalen und umfasst den östlichen Teil des Rhein-Sieg-Kreises mit den Gemeinden Eitorf, Hennef (Sieg), Lohmar, Much, Neunkirchen-Seelscheid, Niederkassel, Ruppichteroth, Siegburg, Troisdorf und Windeck.

## Wahlkreisgeschichte
| Wahl      | Wahlkreisname              | Gebiet |
| --------- | -------------------------- | --- |
| 1949–1961 | 70 Siegkreis               | Siegkreis |
| 1965–1969 | 64 Siegkreis I – Bonn-Land | vom Siegkreis die Gemeinden Bad Honnef, Königswinter, Sieglar und Troisdorf sowie die Ämter Königswinter-Land, Menden, Niederkassel, Oberkassel und Oberpleis; vom Landkreis Bonn die Gemeinden Beuel und Rheinbach sowie die Ämter Bornheim, Ludendorf, Meckenheim, Rheinbach-Land und Villip |
| 1972–1976 | 64 Rhein-Sieg-Kreis I      | vom Rhein-Sieg-Kreis die Gemeinden Alfter, Bad Honnef, Bornheim, Königswinter, Meckenheim, Niederkassel, Rheinbach, Sankt Augustin, Swisttal, Troisdorf und Wachtberg |
| 1980–1998 | 64 Rhein-Sieg-Kreis I      | vom Rhein-Sieg-Kreis die Gemeinden Eitorf, Hennef (Sieg), Lohmar, Much, Neunkirchen-Seelscheid, Niederkassel, Ruppichteroth, Siegburg, Troisdorf und Windeck |
| 2002–2009 | 98 Rhein-Sieg-Kreis I      | vom Rhein-Sieg-Kreis die Gemeinden Eitorf, Hennef (Sieg), Lohmar, Much, Neunkirchen-Seelscheid, Niederkassel, Ruppichteroth, Siegburg, Troisdorf und Windeck |
| 2013–2021 | 97 Rhein-Sieg-Kreis I      | vom Rhein-Sieg-Kreis die Gemeinden Eitorf, Hennef (Sieg), Lohmar, Much, Neunkirchen-Seelscheid, Niederkassel, Ruppichteroth, Siegburg, Troisdorf und Windeck |
| 2025–     | 96 Rhein-Sieg-Kreis I      | vom Rhein-Sieg-Kreis die Gemeinden Eitorf, Hennef (Sieg), Lohmar, Much, Neunkirchen-Seelscheid, Niederkassel, Ruppichteroth, Siegburg, Troisdorf und Windeck |

## Wahlkreisabgeordnete
| Wahl | Abgeordneter | Abgeordneter                 | Partei | Stimmen in % |
| ---- | ------------ | ---------------------------- | ------ | ------------ |
| 1949 |              | Peter Etzenbach              | CDU    | 37,2         |
| 1953 | 64,8         | Peter Etzenbach              | CDU    |              |
| 1957 | 65,4         | Peter Etzenbach              | CDU    |              |
| 1961 |              | Georg Kliesing               | CDU    | 59,1         |
| 1965 | 61,8         | Georg Kliesing               | CDU    |              |
| 1969 | 54,8         | Georg Kliesing               | CDU    |              |
| 1972 | 52,6         | Georg Kliesing               | CDU    |              |
| 1976 |              | Franz Möller                 | CDU    | 55,6         |
| 1980 |              | Adolf Herkenrath             | CDU    | 46,6         |
| 1983 | 54,8         | Adolf Herkenrath             | CDU    |              |
| 1987 | 49,6         | Adolf Herkenrath             | CDU    |              |
| 1990 | 46,0         | Adolf Herkenrath             | CDU    |              |
| 1994 |              | Andreas Krautscheid          | CDU    | 45,8         |
| 1998 |              | Uwe Göllner                  | SPD    | 44,6         |
| 2002 | 44,2         | Uwe Göllner                  | SPD    |              |
| 2005 |              | Elisabeth Winkelmeier-Becker | CDU    | 45,5         |
| 2009 | 44,9         | Elisabeth Winkelmeier-Becker | CDU    |              |
| 2013 | 49,6         | Elisabeth Winkelmeier-Becker | CDU    |              |
| 2017 | 44,3         | Elisabeth Winkelmeier-Becker | CDU    |              |
| 2021 | 32,6         | Elisabeth Winkelmeier-Becker | CDU    |              |
| 2025 | 35,6         | Elisabeth Winkelmeier-Becker | CDU    |              |

## Wahlergebnisse

### Bundestagswahl 2025
Der Wahlkreis trägt bei der Bundestagswahl 2025 die Nummer 96.
| Kandidaten                      | Kandidaten                                | Parteien/Listen     | Erststimmen | Erststimmen | Zweitstimmen | Zweitstimmen |
| Kandidaten                      | Kandidaten                                | Parteien/Listen     | Stimmen     | %           | Stimmen      | %            |
| ------------------------------- | ----------------------------------------- | ------------------- | ----------- | ----------- | ------------ | ------------ |
|                                 | Sebastian Hartmann                        | SPD                 | 44.274      | 22,4        | 35.483       | 18,0         |
|                                 | Elisabeth Winkelmeier-Beckergewählt im WK | CDU                 | 70.350      | 35,6        | 63.303       | 32,0         |
|                                 | Rebecca Stümper                           | GRÜNE               | 22.219      | 11,2        | 24.783       | 12,5         |
|                                 | Niko Gräfrath                             | FDP                 | 8.438       | 4,3         | 9.908        | 5,0          |
|                                 | Tobias Ebenberger                         | AfD                 | 34.564      | 17,5        | 34.453       | 17,4         |
|                                 | Jason Pascal Osterhagen                   | Die Linke           | 11.331      | 5,7         | 13.446       | 6,8          |
|                                 | –                                         | Tierschutzpartei    | –           | –           | 2.609        | 1,3          |
|                                 | –                                         | Die PARTEI          | –           | –           | 1.098        | 0,6          |
|                                 | –                                         | dieBasis            | –           | –           | 511          | 0,3          |
|                                 | –                                         | Team Todenhöfer     | –           | –           | 350          | 0,2          |
|                                 | Martin Wunschock                          | FREIE WÄHLER        | 3.319       | 1,7         | 1.256        | 0,6          |
|                                 | Marcel Landsberg                          | Volt                | 3.101       | 1,6         | 1.705        | 0,9          |
|                                 | –                                         | MLPD                | –           | –           | 36           | 0,0          |
|                                 | –                                         | PdF                 | –           | –           | 368          | 0,2          |
|                                 | –                                         | BÜNDNIS DEUTSCHLAND | –           | –           | 254          | 0,1          |
|                                 | –                                         | BSW                 | –           | –           | 8.503        | 4,3          |
|                                 | –                                         | MERA25              | –           | –           | 67           | 0,0          |
|                                 | –                                         | WerteUnion          | –           | –           | 146          | 0,1          |
| Gesamt                          | Gesamt                                    | Gesamt              | 197.596     | 100         | 197.596      | 100          |
|                                 |                                           |                     |             |             |              |              |
| Ungültige Stimmen               | Ungültige Stimmen                         | Ungültige Stimmen   | 1.751       | 0,9         | 1.751        | 0,9          |
| Wähler                          | Wähler                                    | Wähler              | 199.347     | 83,7        | 199.347      | 83,7         |
| Wahlberechtigte                 | Wahlberechtigte                           | Wahlberechtigte     | 238.140     |             | 238.140      |              |
|                                 |                                           |                     |             |             |              |              |
| Quellen: Die Bundeswahlleiterin |                                           |                     |             |             |              |              |

### Bundestagswahl 2021
| Kandidaten                                             | Kandidaten                                | Parteien/Listen      | Erststimmen | Erststimmen | Zweitstimmen | Zweitstimmen |
| Kandidaten                                             | Kandidaten                                | Parteien/Listen      | Stimmen     | %           | Stimmen      | %            |
| ------------------------------------------------------ | ----------------------------------------- | -------------------- | ----------- | ----------- | ------------ | ------------ |
|                                                        | Elisabeth Winkelmeier-Beckergewählt im WK | CDU                  | 60.776      | 32,6        | 51.474       | 27,6         |
|                                                        | Sebastian Hartmann                        | SPD                  | 53.213      | 28,5        | 49.529       | 26,5         |
|                                                        | Ralph Lorenz                              | FDP                  | 16.604      | 8,9         | 23.122       | 12,4         |
|                                                        | Hans Eifler                               | AfD                  | 13.045      | 7,0         | 13.604       | 7,3          |
|                                                        | Elisabeth Anschütz                        | GRÜNE                | 26.270      | 14,1        | 29.305       | 15,7         |
|                                                        | Alexander Neu                             | DIE LINKE            | 6.242       | 3,3         | 6.353        | 3,4          |
|                                                        | Andreas Langel                            | Die PARTEI           | 3.828       | 2,1         | 2.067        | 1,1          |
|                                                        | –                                         | Tierschutzpartei     | –           | –           | 3.021        | 1,6          |
|                                                        | –                                         | PIRATEN              | –           | –           | 804          | 0,4          |
|                                                        | Andreas Irion                             | FREIE WÄHLER         | 1.929       | 1,0         | 1.392        | 0,7          |
|                                                        | –                                         | NPD                  | –           | –           | 164          | 0,1          |
|                                                        | –                                         | ÖDP                  | –           | –           | 156          | 0,1          |
|                                                        | –                                         | V-Partei³            | –           | –           | 134          | 0,1          |
|                                                        | –                                         | Gesundheitsforschung | –           | –           | 223          | 0,1          |
|                                                        | –                                         | MLPD                 | –           | –           | 19           | 0,0          |
|                                                        | –                                         | Die Humanisten       | –           | –           | 153          | 0,1          |
|                                                        | –                                         | DKP                  | –           | –           | 19           | 0,0          |
|                                                        | –                                         | SGP                  | –           | –           | 23           | 0,0          |
|                                                        | Ellen Hölzer                              | dieBasis             | 2.951       | 1,6         | 2.583        | 1,4          |
|                                                        | –                                         | Bündnis C            | –           | –           | 220          | 0,1          |
|                                                        | –                                         | du.                  | –           | –           | 87           | 0,0          |
|                                                        | –                                         | LIEBE                | –           | –           | 278          | 0,1          |
|                                                        | –                                         | LKR                  | –           | –           | 46           | 0,0          |
|                                                        | –                                         | PdF                  | –           | –           | 52           | 0,0          |
|                                                        | –                                         | LfK                  | –           | –           | 154          | 0,1          |
|                                                        | –                                         | Team Todenhöfer      | –           | –           | 921          | 0,5          |
|                                                        | Christian Sontag                          | Volt                 | 1.006       | 0,5         | 921          | 0,5          |
|                                                        | Helmut Fleck                              | Volksabstimmung      | 602         | 0,3         | –            | –            |
| Gesamt                                                 | Gesamt                                    | Gesamt               | 186.466     | 100         | 186.824      | 100          |
|                                                        |                                           |                      |             |             |              |              |
| Ungültige Stimmen                                      | Ungültige Stimmen                         | Ungültige Stimmen    | 1.751       | 0,9         | 1.393        | 0,7          |
| Wähler                                                 | Wähler                                    | Wähler               | 188.217     | 78,9        | 188.217      | 78,9         |
| Wahlberechtigte                                        | Wahlberechtigte                           | Wahlberechtigte      | 238.627     |             | 238.627      |              |
|                                                        |                                           |                      |             |             |              |              |
| Quellen: Die Bundeswahlleiterin, Kandidaten – Ergebnis |                                           |                      |             |             |              |              |

Neben Elisabeth Winkelmeier-Becker, die den Wahlkreis zum fünften Mal direkt gewinnen konnte, zog erneut Sebastian Hartmann über die SPD-Landesliste in den Deutschen Bundestag ein.

### Bundestagswahl 2017
| Gegenstand der Nachweisung   | Gegenstand der Nachweisung | Erst- stimmen | Erst- stimmen | Zweit- stimmen | Zweit- stimmen |
| Bewerber                     | Partei                     | Anzahl        | %             | Anzahl         | %              |
| ---------------------------- | -------------------------- | ------------- | ------------- | -------------- | -------------- |
| Wahlberechtigte              | Wahlberechtigte            | 237.415       | 100,0         | 237.415        | 100,0          |
| Wähler                       | Wähler                     | 184.324       | 77,6          | 184.324        | 77,6           |
| Ungültige Stimmen            | Ungültige Stimmen          | 3.762         | 2,0           | 1.575          | 0,9            |
| Gültige Stimmen              | Gültige Stimmen            | 180.562       | 98,0          | 182.749        | 99,1           |
| davon                        |                            |               |               |                |                |
| Elisabeth Winkelmeier-Becker | CDU                        | 79.987        | 44,3          | 62.334         | 34,1           |
| Sebastian Hartmann           | SPD                        | 49.988        | 27,7          | 40.922         | 22,4           |
| Elisabeth Anschütz           | GRÜNE                      | 11.762        | 6,5           | 13.756         | 7,5            |
| Alexander Neu                | DIE LINKE                  | 14.684        | 8,1           | 13.038         | 7,1            |
| Ralph Lorenz                 | FDP                        | 18.768        | 10,4          | 27.267         | 14,9           |
|                              | AfD                        | –             | –             | 18.238         | 10,0           |
|                              | PIRATEN                    | –             | –             | 771            | 0,4            |
|                              | NPD                        | –             | –             | 300            | 0,2            |
|                              | Die PARTEI                 | –             | –             | 1.608          | 0,9            |
|                              | FREIE WÄHLER               | –             | –             | 512            | 0,3            |
| Helmut Fleck                 | Volksabstimmung            | 5.373         | 3,0           | 617            | 0,3            |
|                              | ÖDP                        | –             | –             | 235            | 0,1            |
|                              | MLPD                       | –             | –             | 75             | 0,0            |
|                              | SGP                        | –             | –             | 10             | 0,0            |
|                              | AD-Demokraten              | –             | –             | 374            | 0,2            |
|                              | BGE                        | –             | –             | 211            | 0,1            |
|                              | DiB                        | –             | –             | 234            | 0,1            |
|                              | DKP                        | –             | –             | 20             | 0,0            |
|                              | DM                         | –             | –             | 177            | 0,1            |
|                              | Die Humanisten             | –             | –             | 125            | 0,1            |
|                              | Gesundheitsforschung       | –             | –             | 181            | 0,1            |
|                              | Tierschutzpartei           | –             | –             | 1.541          | 0,8            |
|                              | V-Partei³                  | –             | –             | 203            | 0,1            |

Wie schon 2013 zogen Sebastian Hartmann und Alexander Neu über die Landeslisten in den Bundestag ein.

### Bundestagswahl 2013
| Gegenstand der Nachweisung   | Gegenstand der Nachweisung | Erst- stimmen | Erst- stimmen | Zweit- stimmen | Zweit- stimmen |
| Bewerber                     | Partei                     | Anzahl        | %             | Anzahl         | %              |
| ---------------------------- | -------------------------- | ------------- | ------------- | -------------- | -------------- |
| Wahlberechtigte              | Wahlberechtigte            | 234.377       | 100,0         | 234.377        | 100,0          |
| Wähler                       | Wähler                     | 172.653       | 73,7          | 172.653        | 73,7           |
| Ungültige Stimmen            | Ungültige Stimmen          | 2.251         | 1,3           | 1.906          | 1,1            |
| Gültige Stimmen              | Gültige Stimmen            | 170.402       | 100,0         | 170.747        | 100,0          |
| davon                        |                            |               |               |                |                |
| Elisabeth Winkelmeier-Becker | CDU                        | 84.556        | 49,6          | 74.187         | 43,4           |
| Sebastian Hartmann           | SPD                        | 50.271        | 29,5          | 46.065         | 27,0           |
| Jürgen Peter                 | FDP                        | 4.172         | 2,4           | 10.796         | 6,3            |
| Robert Wendt                 | GRÜNE                      | 10.895        | 6,4           | 14.000         | 8,2            |
| Alexander Neu                | DIE LINKE                  | 7.946         | 4,7           | 9.496          | 5,6            |
| Martin Zieroth               | PIRATEN                    | 3.472         | 2,0           | 3.771          | 2,2            |
| Hans Hermann Maria Rochel    | NPD                        | 1.618         | 0,9           | 1.464          | 0,9            |
|                              | REP                        | –             | –             | 148            | 0,1            |
|                              | Bündnis 21/RRP             | –             | –             | 103            | 0,1            |
| Helmut Fleck                 | Volksabstimmung            | 1.150         | 0,7           | 809            | 0,5            |
|                              | ÖDP                        | –             | –             | 238            | 0,1            |
|                              | MLPD                       | –             | –             | 18             | 0,0            |
|                              | BüSo                       | –             | –             | 23             | 0,0            |
|                              | PSG                        | –             | –             | 38             | 0,0            |
| Hans-Josef Frings            | AfD                        | 5.519         | 3,2           | 7.514          | 4,4            |
|                              | BIG                        | –             | –             | 152            | 0,1            |
|                              | pro Deutschland            | –             | –             | 315            | 0,2            |
|                              | DIE RECHTE                 | –             | –             | 20             | 0,0            |
| Iryna May                    | FREIE WÄHLER               | 803           | 0,5           | 534            | 0,3            |
|                              | Nichtwähler                | –             | –             | 205            | 0,1            |
|                              | PDV                        | –             | –             | 138            | 0,1            |
|                              | Die PARTEI                 | –             | –             | 713            | 0,4            |

Neben der direkt gewählten Abgeordneten Elisabeth Winkelmeier-Becker wurden auch Sebastian Hartmann und Alexander Neu über die jeweiligen Landeslisten ihrer Parteien Mitglieder des Bundestages.

### Bundestagswahl 2009
| Gegenstand der Nachweisung   | Gegenstand der Nachweisung | Erst- stimmen | Erst- stimmen | Zweit- stimmen | Zweit- stimmen |
| Bewerber                     | Partei                     | Anzahl        | %             | Anzahl         | %              |
| ---------------------------- | -------------------------- | ------------- | ------------- | -------------- | -------------- |
| Wahlberechtigte              | Wahlberechtigte            | 231.404       | 100,0         | 231.404        | 100,0          |
| Wähler                       | Wähler                     | 167.034       | 72,2          | 167.034        | 72,2           |
| Ungültige Stimmen            | Ungültige Stimmen          | 2.203         | 1,3           | 1.856          | 1,1            |
| Gültige Stimmen              | Gültige Stimmen            | 164.831       | 100,0         | 165.178        | 100,0          |
| davon                        |                            |               |               |                |                |
| Dietmar Tendler              | SPD                        | 42.568        | 25,8          | 37.986         | 23,0           |
| Elisabeth Winkelmeier-Becker | CDU                        | 73.959        | 44,9          | 58.516         | 35,4           |
| Markus Bestgen               | FDP                        | 18.727        | 11,4          | 31.488         | 19,1           |
| Katja Ruiters                | GRÜNE                      | 15.389        | 9,3           | 17.359         | 10,5           |
| Monika Dahl                  | DIE LINKE                  | 10.523        | 6,4           | 11.650         | 7,1            |
| Ariane Christine Meise       | NPD                        | 1.765         | 1,1           | 1.462          | 0,9            |
|                              | Die Tierschutzpartei       | –             | –             | 1.113          | 0,7            |
|                              | FAMILIE                    | –             | –             | 678            | 0,4            |
|                              | REP                        | –             | –             | 271            | 0,2            |
| Helmut Fleck                 | Volksabstimmung            | 1.581         | 1,0           | 741            | 0,4            |
|                              | MLPD                       | –             | –             | 19             | 0,0            |
|                              | PSG                        | –             | –             | 15             | 0,0            |
|                              | ZENTRUM                    | –             | –             | 100            | 0,1            |
|                              | BüSo                       | –             | –             | 21             | 0,0            |
|                              | DVU                        | –             | –             | 93             | 0,1            |
|                              | ödp                        | –             | –             | 153            | 0,1            |
|                              | PIRATEN                    | –             | –             | 2.887          | 1,7            |
|                              | RRP                        | –             | –             | 194            | 0,1            |
|                              | RENTNER                    | –             | –             | 432            | 0,3            |
| Victor Trenkenschuh          | Einzelbewerber             | 319           | 0,2           | –              | –              |

### Bundestagswahl 2005
| Gegenstand der Nachweisung   | Gegenstand der Nachweisung | Erst- stimmen | Erst- stimmen | Zweit- stimmen | Zweit- stimmen |
| Bewerber                     | Partei                     | Anzahl        | %             | Anzahl         | %              |
| ---------------------------- | -------------------------- | ------------- | ------------- | -------------- | -------------- |
| Wahlberechtigte              | Wahlberechtigte            | 226.476       | 100,0         | 226.476        | 100,0          |
| Wähler                       | Wähler                     | 179.685       | 79,3          | 179.685        | 79,3           |
| Ungültige Stimmen            | Ungültige Stimmen          | 1.993         | 1,1           | 1.722          | 1,0            |
| Gültige Stimmen              | Gültige Stimmen            | 177.692       | 100,0         | 177.963        | 100,0          |
| davon                        |                            |               |               |                |                |
| Uwe Göllner                  | SPD                        | 73.513        | 41,4          | 61.692         | 34,7           |
| Elisabeth Winkelmeier-Becker | CDU                        | 80.894        | 45,5          | 67.060         | 37,7           |
| Dieter Ber                   | FDP                        | 7.780         | 4,4           | 21.733         | 12,2           |
| Christian Gunkel             | GRÜNE                      | 7.311         | 4,1           | 14.605         | 8,2            |
| Alfons Korell                | Die Linke.                 | 5.615         | 3,2           | 7.670          | 4,3            |
|                              | REP                        | –             | –             | 300            | 0,2            |
|                              | Die Tierschutzpartei       | –             | –             | 870            | 0,5            |
| Stephan Meise                | NPD                        | 1.580         | 0,9           | 1.574          | 0,9            |
|                              | FAMILIE                    | –             | –             | 669            | 0,4            |
|                              | GRAUE                      | –             | –             | 622            | 0,3            |
|                              | PBC                        | –             | –             | 380            | 0,2            |
|                              | ZENTRUM                    | –             | –             | 83             | 0,0            |
|                              | BüSo                       | –             | –             | 39             | 0,0            |
| Helmut Fleck                 | Deutschland                | 999           | 0,6           | 582            | 0,3            |
|                              | MLPD                       | –             | –             | 34             | 0,0            |
|                              | PSG                        | –             | –             | 50             | 0,0            |

### Bundestagswahl 2002
| Gegenstand der Nachweisung | Gegenstand der Nachweisung | Erst- stimmen | Erst- stimmen | Zweit- stimmen | Zweit- stimmen |
| Bewerber                   | Partei                     | Anzahl        | %             | Anzahl         | %              |
| -------------------------- | -------------------------- | ------------- | ------------- | -------------- | -------------- |
| Wahlberechtigte            | Wahlberechtigte            | 220.944       | 100,0         | 220.944        | 100,0          |
| Wähler                     | Wähler                     | 180.320       | 81,6          | 180.320        | 81,6           |
| Ungültige Stimmen          | Ungültige Stimmen          | 1.749         | 1,0           | 1.755          | 1,0            |
| Gültige Stimmen            | Gültige Stimmen            | 178.571       | 100,0         | 178.565        | 100,0          |
| davon                      |                            |               |               |                |                |
| Uwe Göllner                | SPD                        | 78.877        | 44,2          | 67.319         | 37,7           |
| Marcus Kitz                | CDU                        | 73.008        | 40,9          | 69.014         | 38,6           |
| Dieter Ber                 | FDP                        | 13.264        | 7,4           | 19.736         | 11,1           |
| Michaela Balansky          | GRÜNE                      | 9.433         | 5,3           | 16.650         | 9,3            |
| Alfons Korell              | PDS                        | 1.327         | 0,7           | 1.767          | 1,0            |
|                            | REP                        | –             | –             | 360            | 0,2            |
| Jutta Jaura                | GRAUE                      | 863           | 0,5           | 449            | 0,3            |
|                            | Die Tierschutzpartei       | –             | –             | 741            | 0,4            |
|                            | FAMILIE                    | –             | –             | 369            | 0,2            |
| Marcus Andreas Spruck      | NPD                        | 1.006         | 0,6           | 742            | 0,4            |
|                            | PBC                        | –             | –             | 283            | 0,2            |
|                            | ödp                        | –             | –             | 63             | 0,0            |
|                            | CM                         | –             | –             | 49             | 0,0            |
|                            | DIE FRAUEN                 | –             | –             | 136            | 0,1            |
|                            | BüSo                       | –             | –             | 27             | 0,0            |
|                            | Die Violetten              | –             | –             | 39             | 0,0            |
|                            | ZENTRUM                    | –             | –             | 43             | 0,0            |
|                            | HP                         | –             | –             | 16             | 0,0            |
| Jörg Paffenholz            | Schill                     | 675           | 0,4           | 762            | 0,4            |
| Helmut Fleck               | Deutschland                | 118           | 0,1           | –              | –              |

### Bundestagswahl 1998
| Gegenstand der Nachweisung | Gegenstand der Nachweisung | Erst- stimmen | Erst- stimmen | Zweit- stimmen | Zweit- stimmen |
| Bewerber                   | Partei                     | Anzahl        | %             | Anzahl         | %              |
| -------------------------- | -------------------------- | ------------- | ------------- | -------------- | -------------- |
| Wahlberechtigte            | Wahlberechtigte            | 212.536       | 100,0         | 212.536        | 100,0          |
| Wähler                     | Wähler                     | 180.492       | 84,9          | 180.492        | 84,9           |
| Ungültige Stimmen          | Ungültige Stimmen          | 2.046         | 1,1           | 1.864          | 1,0            |
| Gültige Stimmen            | Gültige Stimmen            | 178.446       | 100,0         | 178.628        | 100,0          |
| davon                      |                            |               |               |                |                |
| Uwe Göllner                | SPD                        | 79.542        | 44,6          | 72.838         | 40,8           |
| Andreas Krautscheid        | CDU                        | 79.323        | 44,5          | 68.987         | 38,6           |
| Hans-Joachim Terasa        | F.D.P.                     | 5.134         | 2,9           | 15.765         | 8,8            |
| Horst Becker               | GRÜNE                      | 9.146         | 5,1           | 12.533         | 7,0            |
| Ulrike Detjen              | PDS                        | 1.514         | 0,8           | 2.088          | 1,2            |
| Helmut Fleck               | Deutschland                | 652           | 0,4           | 300            | 0,2            |
|                            | APPD                       | –             | –             | 137            | 0,1            |
|                            | BüSo                       | –             | –             | 33             | 0,0            |
|                            | BFB – Die Offensive        | –             | –             | 119            | 0,1            |
|                            | Chance 2000                | –             | –             | 64             | 0,0            |
|                            | CM                         | –             | –             | 56             | 0,0            |
|                            | DVU                        | –             | –             | 1.212          | 0,7            |
| Hildegard Maria Mermet     | GRAUE                      | 856           | 0,5           | 623            | 0,3            |
| Beate Schwabe              | REP                        | 1.427         | 0,8           | 1.276          | 0,7            |
|                            | FAMILIE                    | –             | –             | 293            | 0,2            |
|                            | DIE FRAUEN                 | –             | –             | 40             | 0,0            |
|                            | Pro DM                     | –             | –             | 709            | 0,4            |
|                            | MLPD                       | –             | –             | 13             | 0,0            |
|                            | Tierschutz                 | –             | –             | 592            | 0,3            |
| Marcus Andreas Spruck      | NPD                        | 540           | 0,3           | 348            | 0,2            |
|                            | NATURGESETZ                | –             | –             | 81             | 0,0            |
|                            | ödp                        | –             | –             | 110            | 0,1            |
| Eugen Peterko              | PBC                        | 312           | 0,2           | 280            | 0,2            |
|                            | Nichtwähler                | –             | –             | 122            | 0,1            |
|                            | PSG                        | –             | –             | 9              | 0,0            |

### Bundestagswahl 1994
| Gegenstand der Nachweisung | Gegenstand der Nachweisung | Erst- stimmen | Erst- stimmen | Zweit- stimmen | Zweit- stimmen |
| Bewerber                   | Partei                     | Anzahl        | %             | Anzahl         | %              |
| -------------------------- | -------------------------- | ------------- | ------------- | -------------- | -------------- |
| Wahlberechtigte            | Wahlberechtigte            | 202.774       | 100,0         | 202.774        | 100,0          |
| Wähler                     | Wähler                     | 170.094       | 83,9          | 170.094        | 83,9           |
| Ungültige Stimmen          | Ungültige Stimmen          | 4.105         | 2,4           | 3.000          | 1,8            |
| Gültige Stimmen            | Gültige Stimmen            | 165.989       | 100,0         | 167.094        | 100,0          |
| davon                      |                            |               |               |                |                |
| Uwe Göllner                | SPD                        | 67.795        | 40,8          | 62.963         | 37,7           |
| Andreas Krautscheid        | CDU                        | 76.055        | 45,8          | 69.970         | 41,9           |
| Hans-Joachim Wächter       | F.D.P.                     | 6.558         | 4,0           | 15.027         | 9,0            |
| Horst Becker               | GRÜNE                      | 12.070        | 7,3           | 12.870         | 7,7            |
| Dieter Danielzick          | REP                        | 2.174         | 1,3           | 2.051          | 1,2            |
|                            | PDS                        | –             | –             | 1.528          | 0,9            |
|                            | Solidarität                | –             | –             | 45             | 0,0            |
|                            | BSA                        | –             | –             | 17             | 0,0            |
|                            | CM                         | –             | –             | 95             | 0,1            |
|                            | ZENTRUM                    | –             | –             | 52             | 0,0            |
| Hildegard Mermet           | DIE GRAUEN                 | 959           | 0,6           | 827            | 0,5            |
| Beate Charlotte Chasse     | NATURGESETZ                | 378           | 0,2           | 215            | 0,1            |
|                            | MLPD                       | –             | –             | 19             | 0,0            |
|                            | Die Tierschutzpartei       | –             | –             | 628            | 0,4            |
|                            | ÖDP                        | –             | –             | 299            | 0,2            |
|                            | PBC                        | –             | –             | 146            | 0,1            |
|                            | STATT Partei               | –             | –             | 342            | 0,2            |

Uwe Göllner rückte am 12. Februar 1996 für den verstorbenen Abgeordneten Ulrich Böhme in den Bundestag nach.

### Bundestagswahl 1990
| Gegenstand der Nachweisung | Gegenstand der Nachweisung | Erst- stimmen | Erst- stimmen | Zweit- stimmen | Zweit- stimmen |
| Bewerber                   | Partei                     | Anzahl        | %             | Anzahl         | %              |
| -------------------------- | -------------------------- | ------------- | ------------- | -------------- | -------------- |
| Wahlberechtigte            | Wahlberechtigte            | 195.472       | 100,0         | 195.472        | 100,0          |
| Wähler                     | Wähler                     | 157.974       | 80,8          | 157.974        | 80,8           |
| Ungültige Stimmen          | Ungültige Stimmen          | 1.859         | 1,2           | 1.499          | 0,9            |
| Gültige Stimmen            | Gültige Stimmen            | 156.115       | 100,0         | 156.475        | 100,0          |
| davon                      |                            |               |               |                |                |
| Ingrid Matthäus-Maier      | SPD                        | 62.416        | 40,0          | 56.014         | 35,8           |
| Adolf Herkenrath           | CDU                        | 71.860        | 46,0          | 68.906         | 44,0           |
| Hans-Joachim Wächter       | F.D.P.                     | 11.940        | 7,6           | 20.420         | 13,1           |
| Horst Becker               | GRÜNE                      | 7.504         | 4,8           | 6.625          | 4,2            |
|                            | CM                         | –             | –             | 196            | 0,1            |
|                            | DIE GRAUEN                 | –             | –             | 1.195          | 0,8            |
| Helmut Arno Fleck          | REP                        | 2.120         | 1,4           | 1.943          | 1,2            |
|                            | FRAUEN                     | –             | –             | 171            | 0,1            |
| Siegbert Geist             | NPD                        | 275           | 0,2           | 254            | 0,2            |
|                            | ÖDP                        | –             | –             | 331            | 0,2            |
|                            | PDS                        | –             | –             | 356            | 0,2            |
|                            | Patrioten                  | –             | –             | 22             | 0,0            |
|                            | VAA                        | –             | –             | 42             | 0,0            |